# La Ligua
La Ligua (historicky Villa de Santo Domingo de Rozas de La Ligua, oficiálně Ilustre municipalidad Comuna de La Ligua) je město a obec v chilském regionu Valparaíso. Jedná se o hlavní město provincie Petorca. Město se nachází 150 km severně od hlavního města Santiaga de Chile a 110 km severně od Valparaísa, protéká jím stejnojmenná řeka. Obývá jej 35 390 obyvatel (2017).

## Původ
Název La Ligua je odvozen z indiánských slov, pravděpodobně z mapučského Liwen, které znamená „záře“ či „východ slunce“. Město bylo založeno 21. června 1754 tehdejším chilským guvernérem Domingem Ortizem de Rozas.

## Členění
Město je tvořeno kromě městského centra různými vesnicemi v okolí – Valle Hermoso, Longotoma, Placilla, La Chimba, Quinquimo, Jaururo, Quebradilla, Casas Viejas Huaquén, Los Hornos, Trapiche, Pichicuy, Los Quinquelles, Los Molles a La Higuera. Na západ od města se nacházejí letoviska na pobřeží Tichého oceánu Papudo, Zapallar a Maitencillo, východně od města leží v horském údolí obec Cabildo.

## Doprava

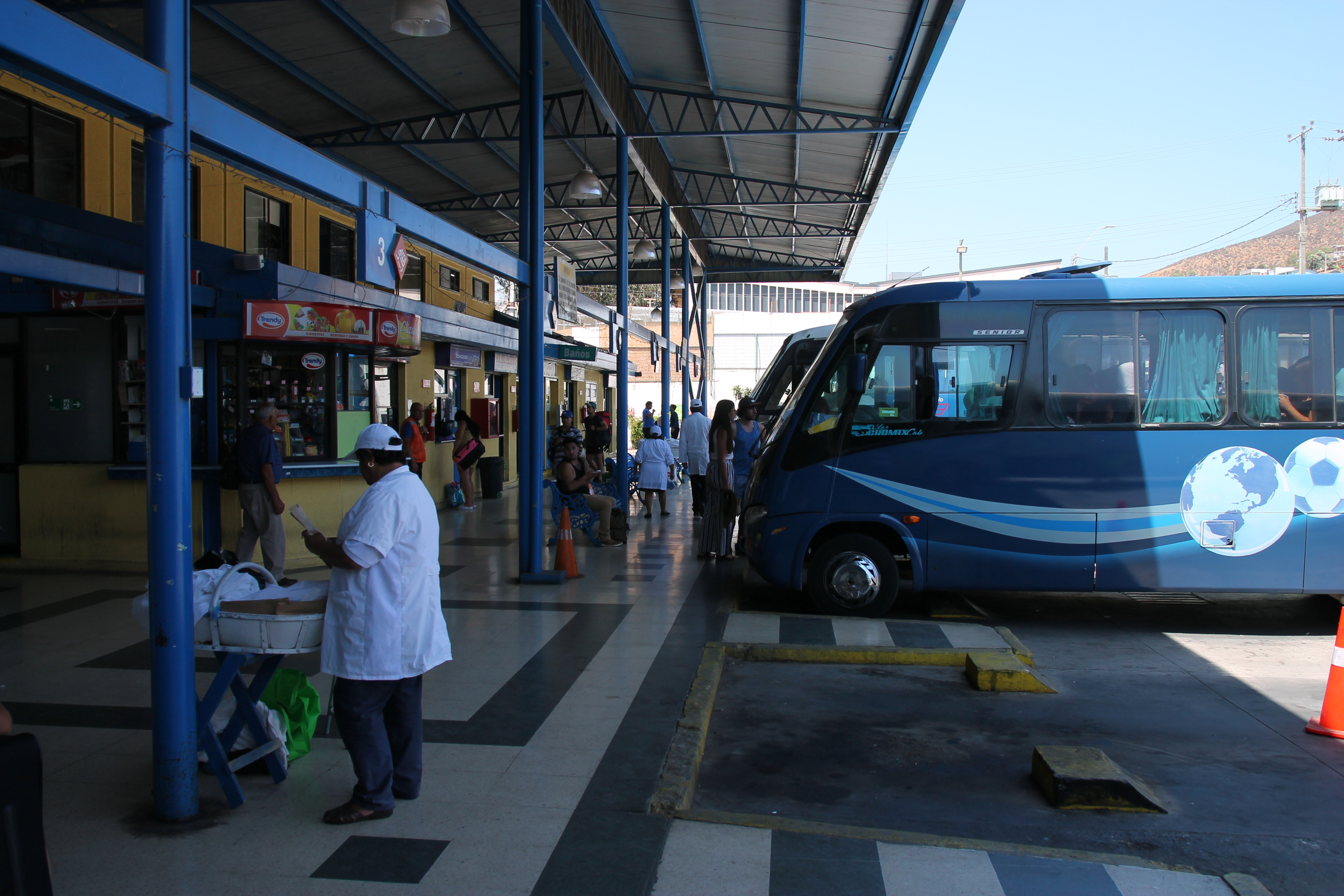
Autobusový terminál v La Lize; v bílém oblečení prodejci cukrovinek

Městem prochází státní silnice (dálnice) číslo 5 (Panamericana), ze které odbočují regionální silnice E-35, E-39, E-30 a E-253. Ve městě leží autobusový terminál, který je obsluhován dálkovými autobusy směřujícími zejména do Santiaga, Valparaísa, Viñi del Mar, Los Vilos, La Sereny a Quilloty. Z centra města do okolních vesnic směřují zejména mikrobusy a kolektivní taxi.

## Hospodářství
Mezi významné místní produkty patří „dulces de La Ligua“ – různé druhy cukrovinek plněné manjarem (hmota ze slazeného kondenzovaného mléka), tyto cukrovinky jsou často prodávány pouličními prodejci, případně stánkaři podél procházející dálnice 5. Díky příhodnému klimatu je v okolí rozšířeno pěstování květin, zejména karafiátů. Na území obce se nachází u vesnice Los Molles přírodní park Puquén.

## Galerie

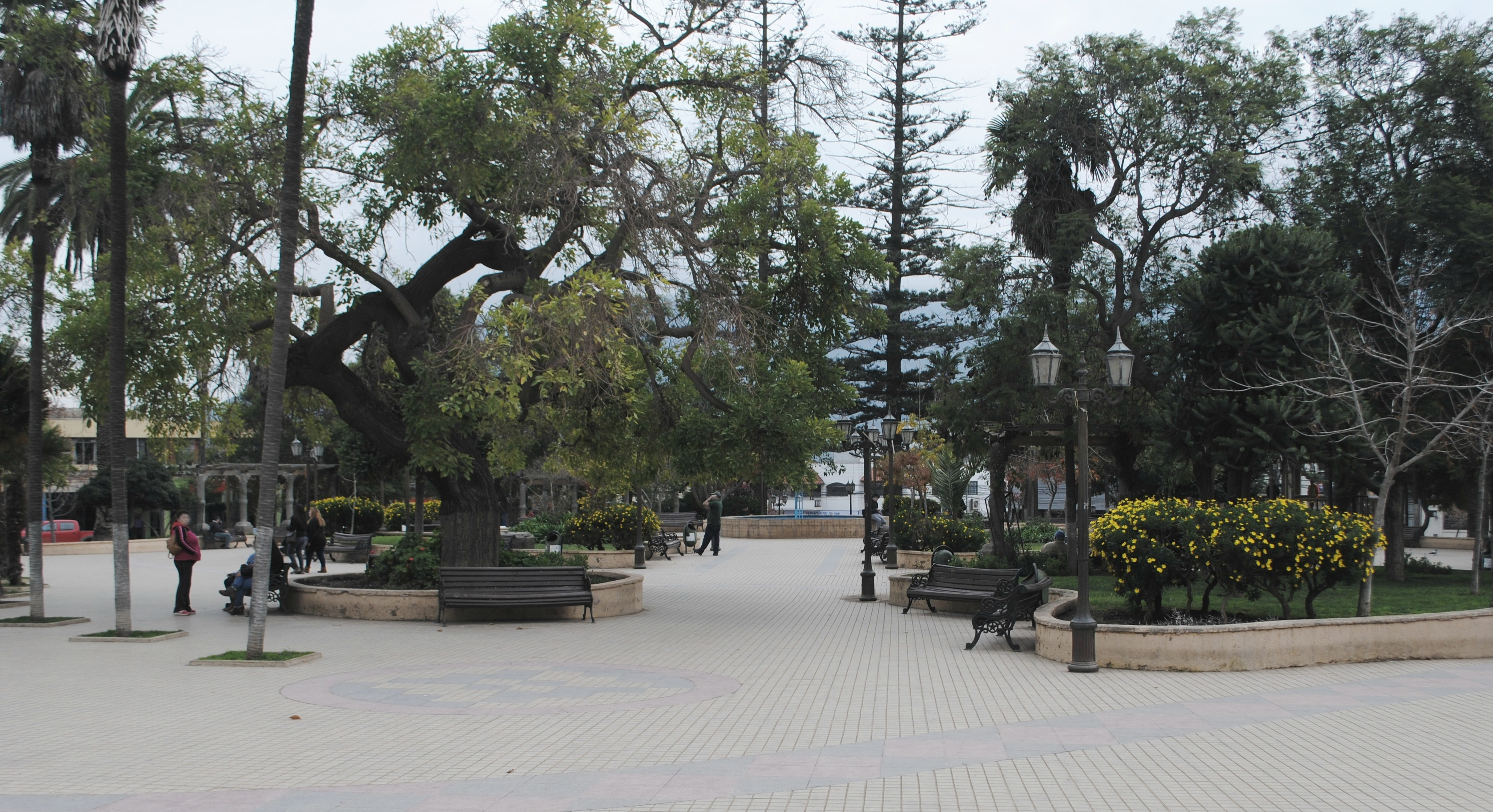
Náměstí
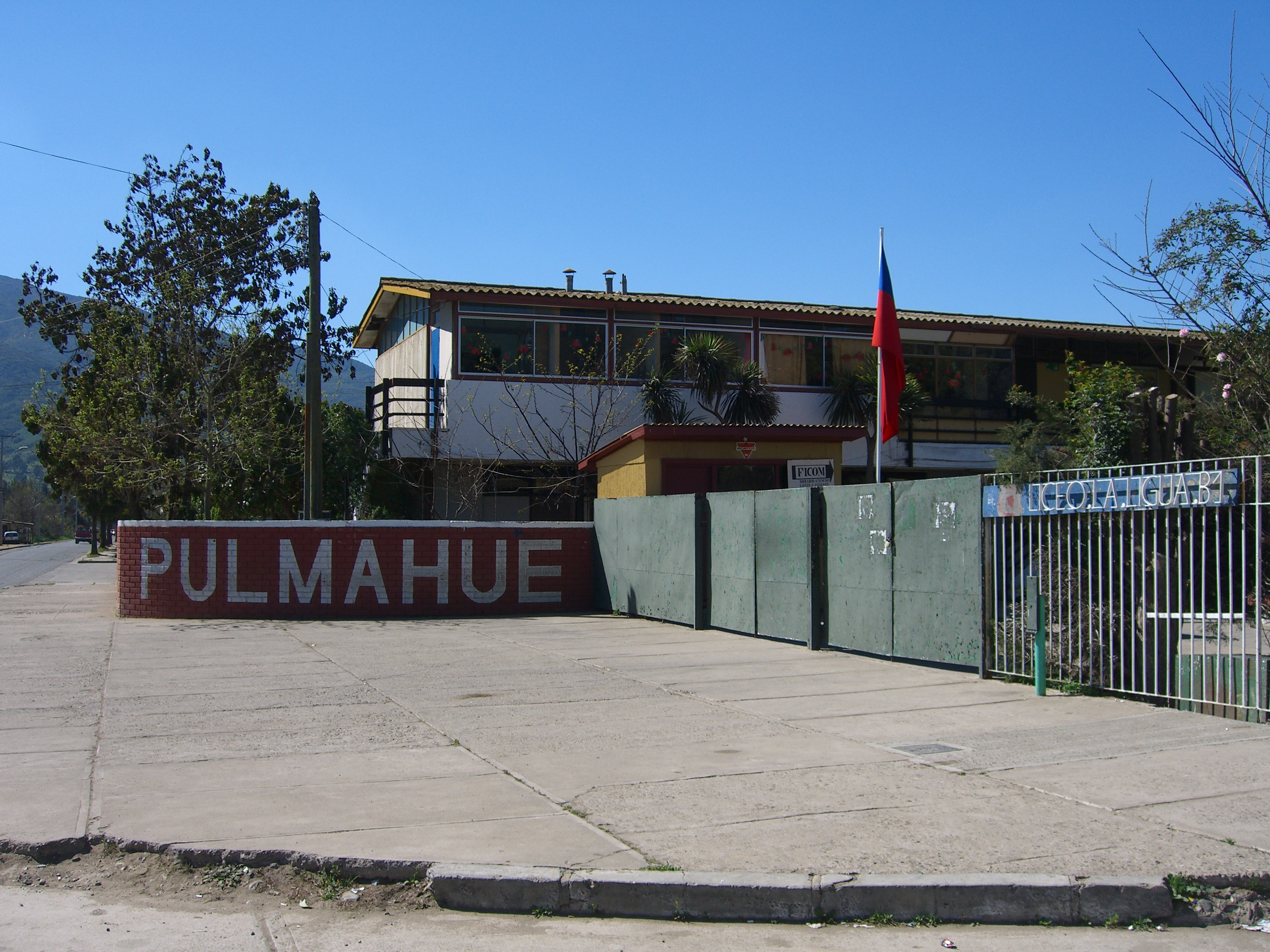
Škola v La Lize
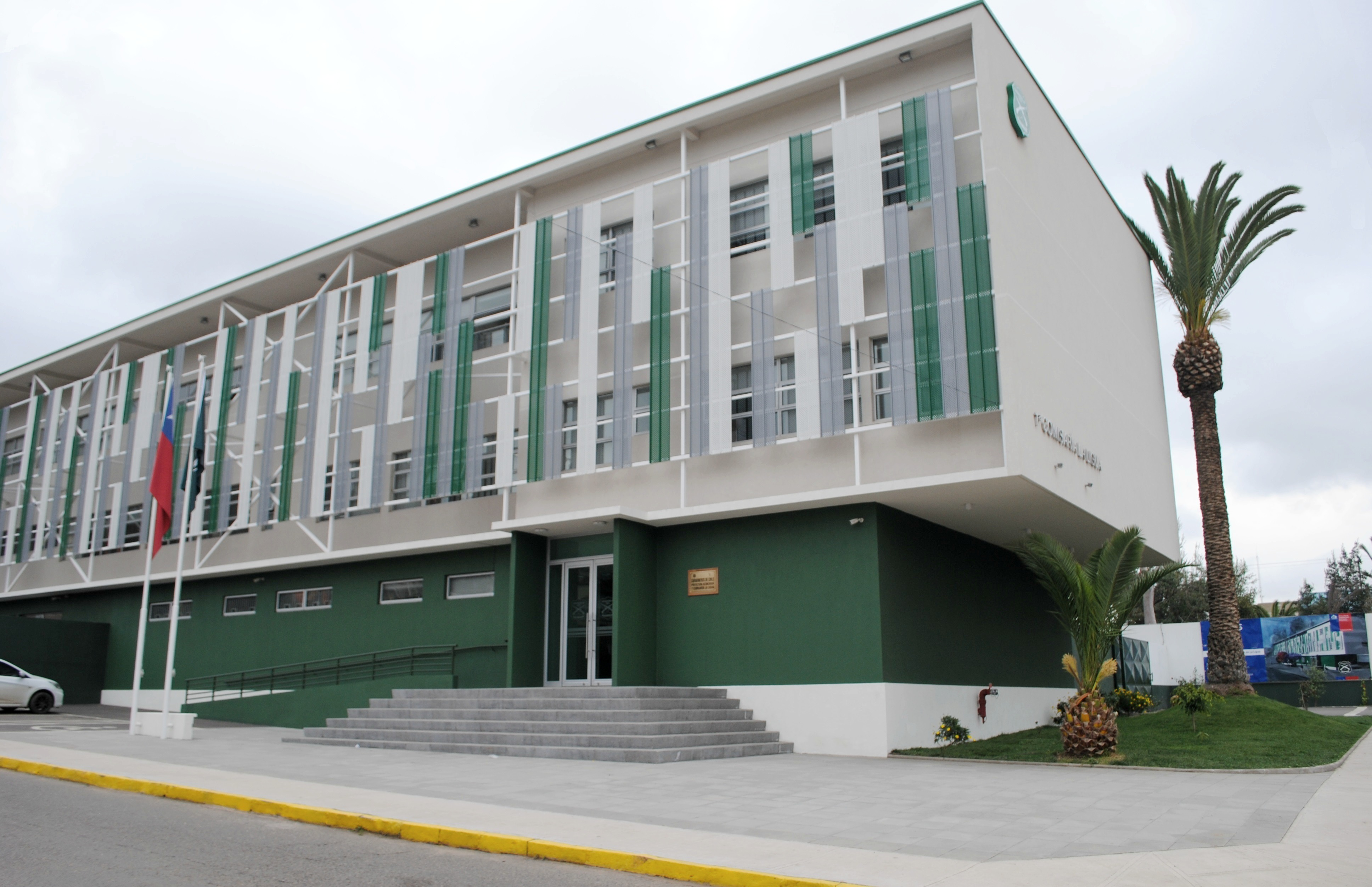
Sídlo četnictva
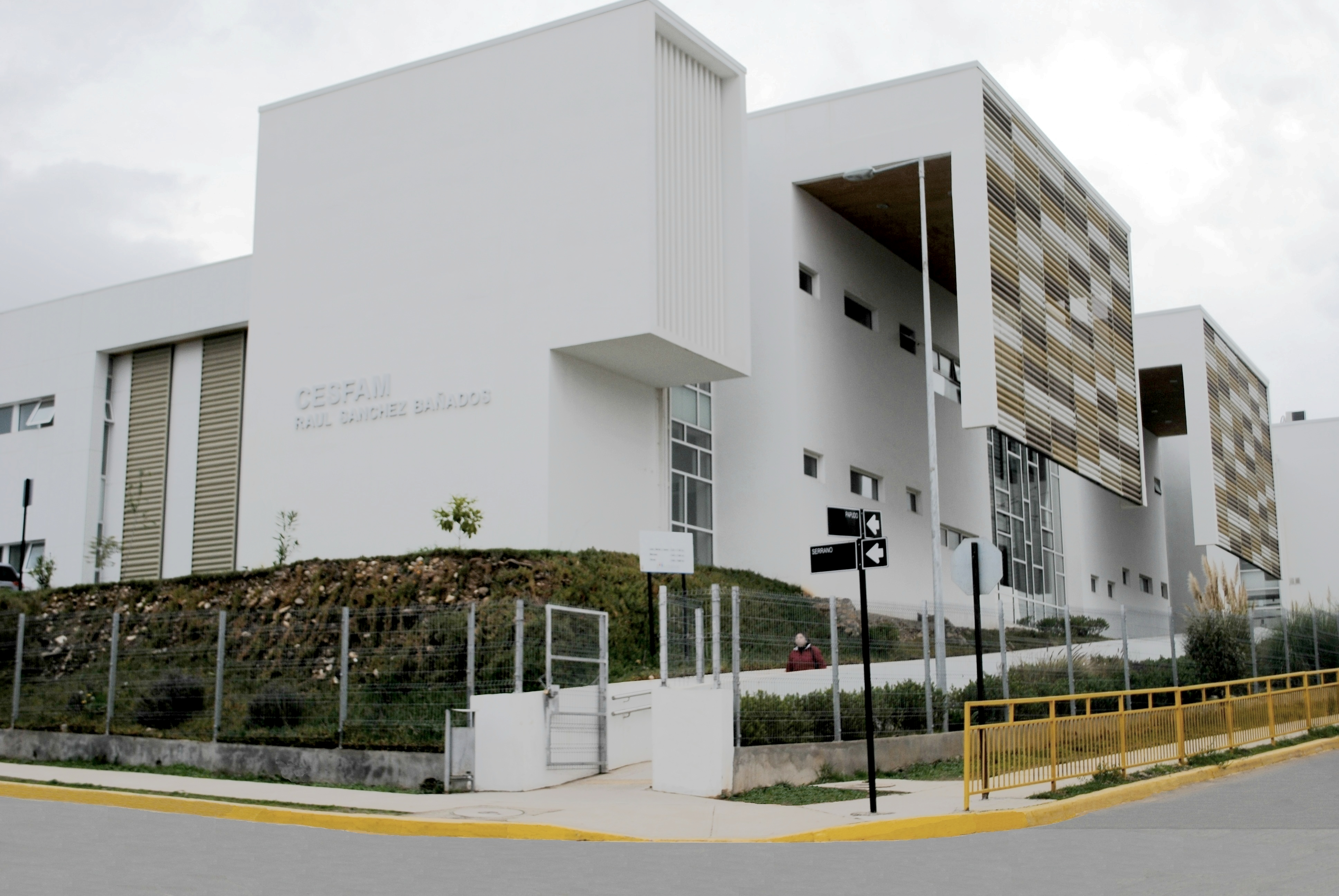
Poliklinika
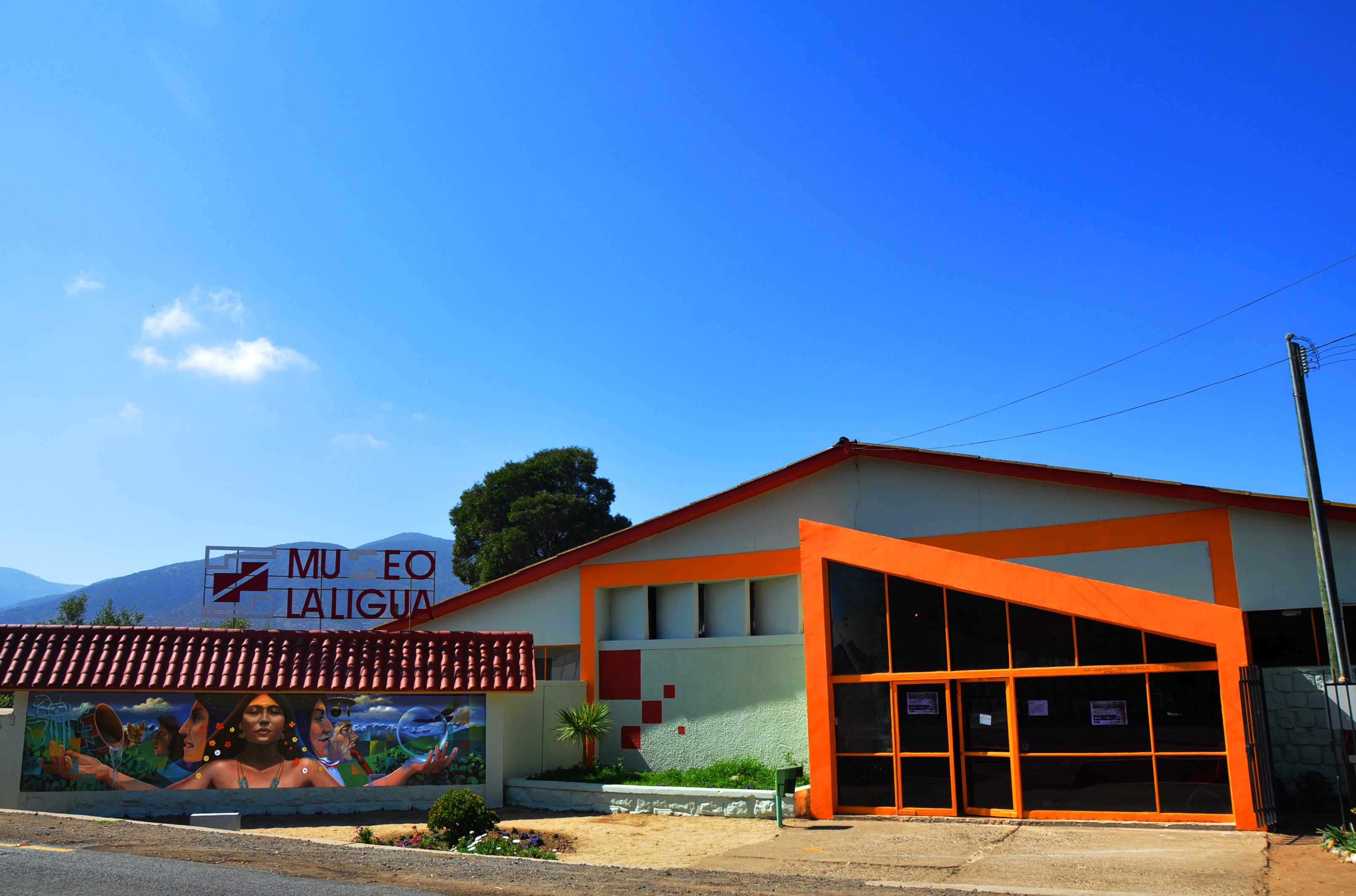
Muzeum
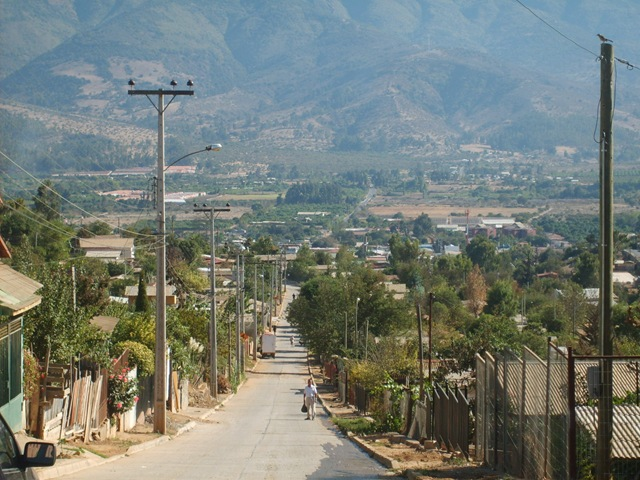
Sector Alto
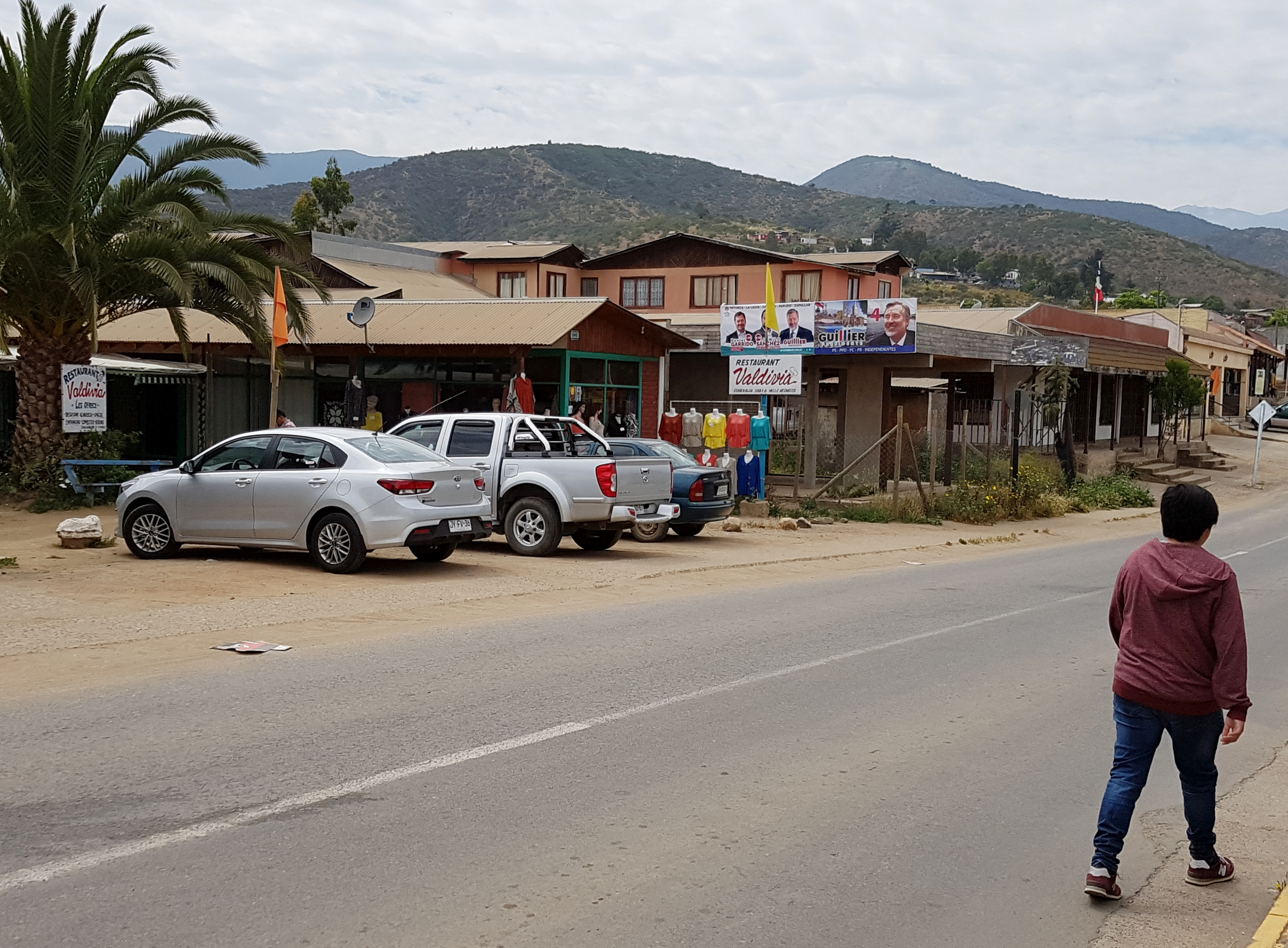
Místní část Valle Hermoso
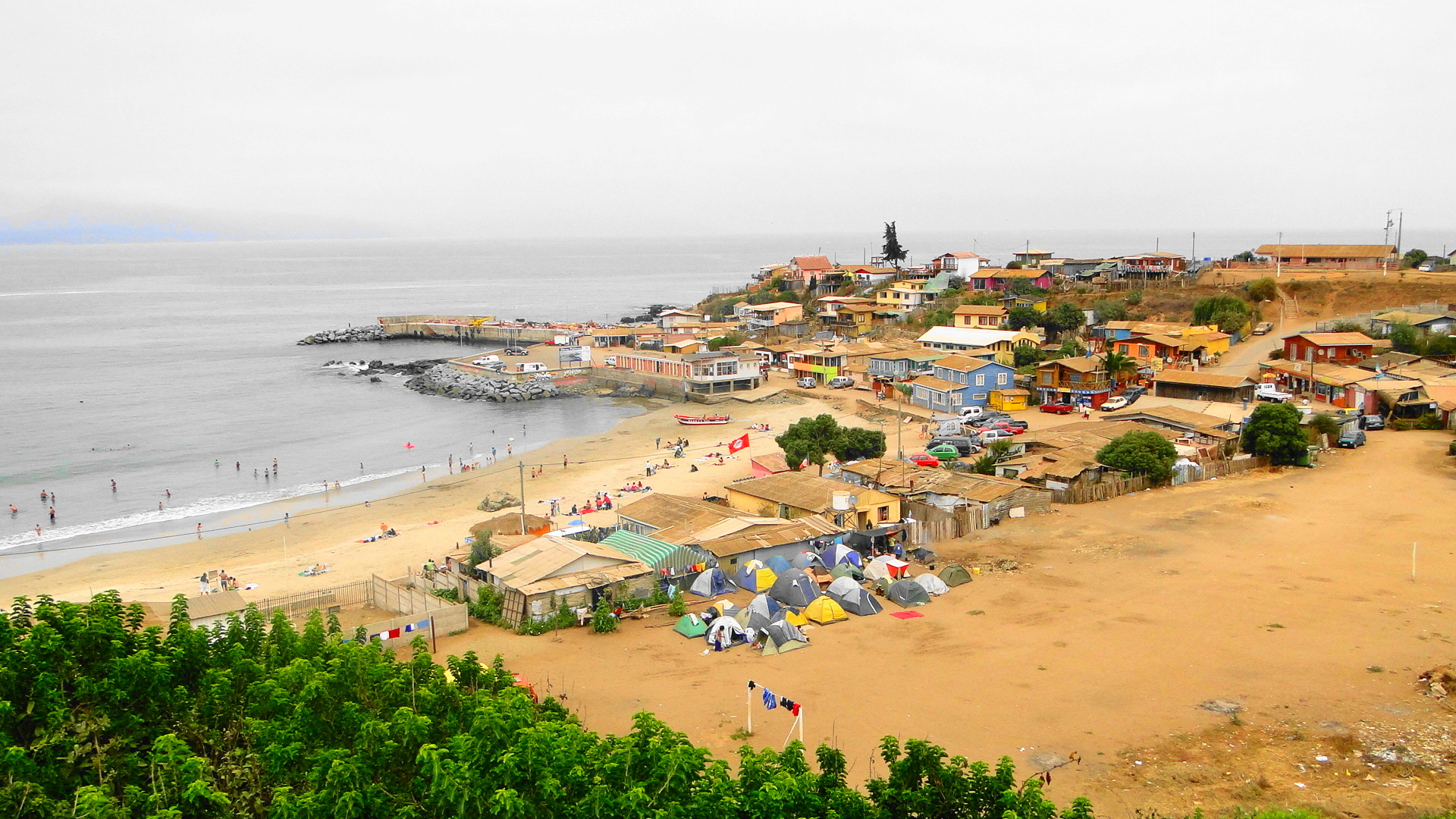
Pláž v Pichicuy
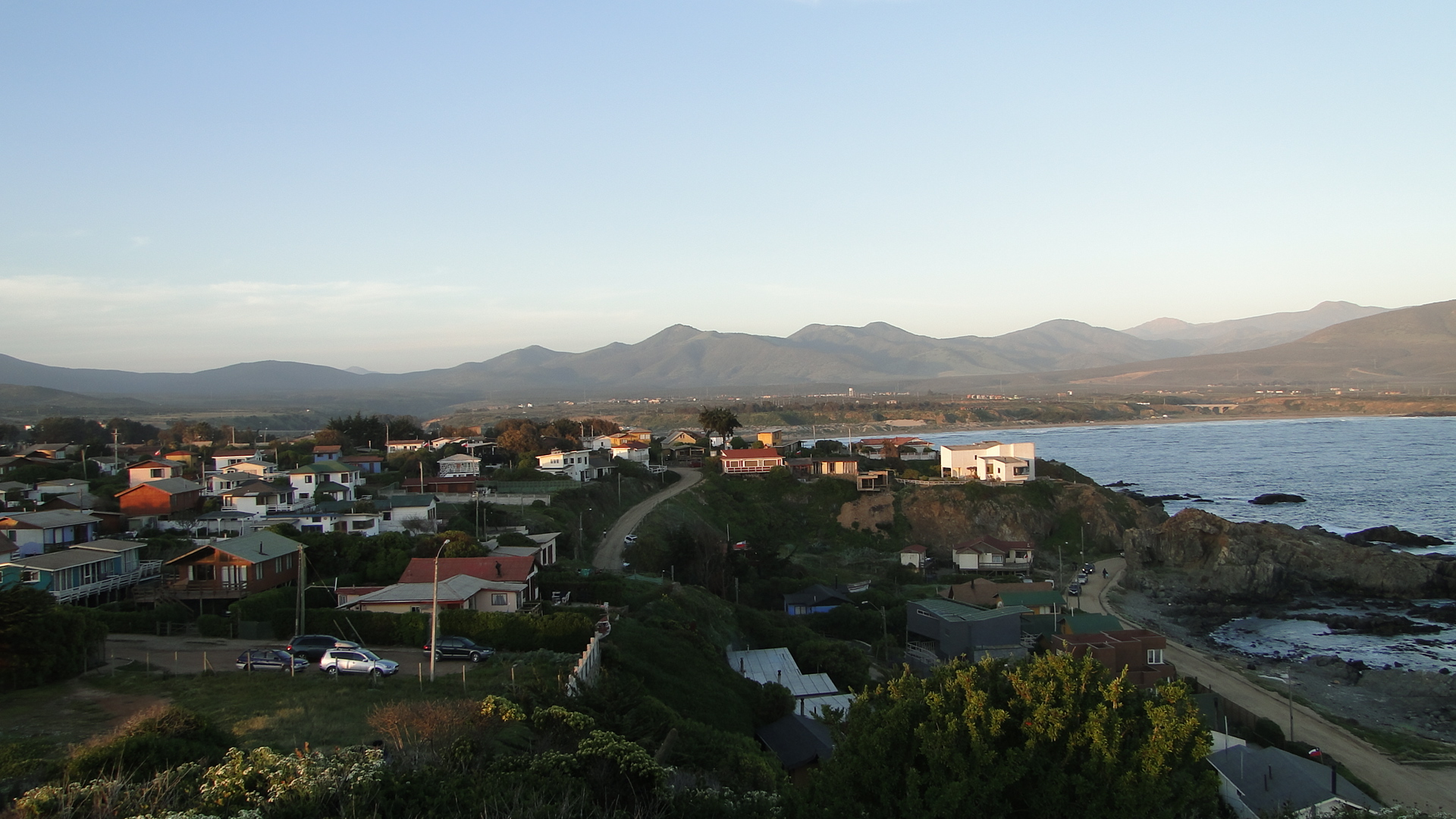
Los Molles
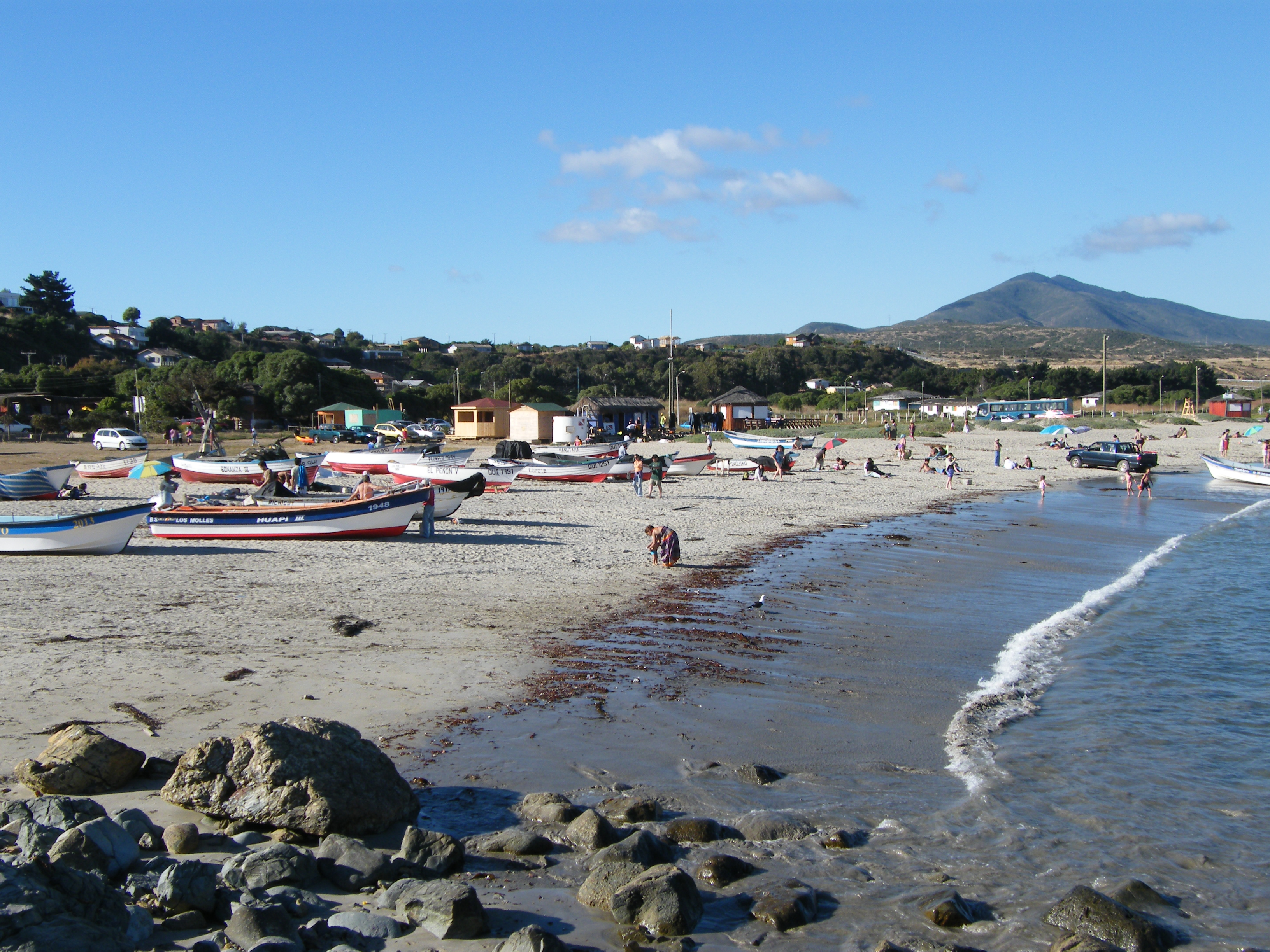
Pláž v Los Molles
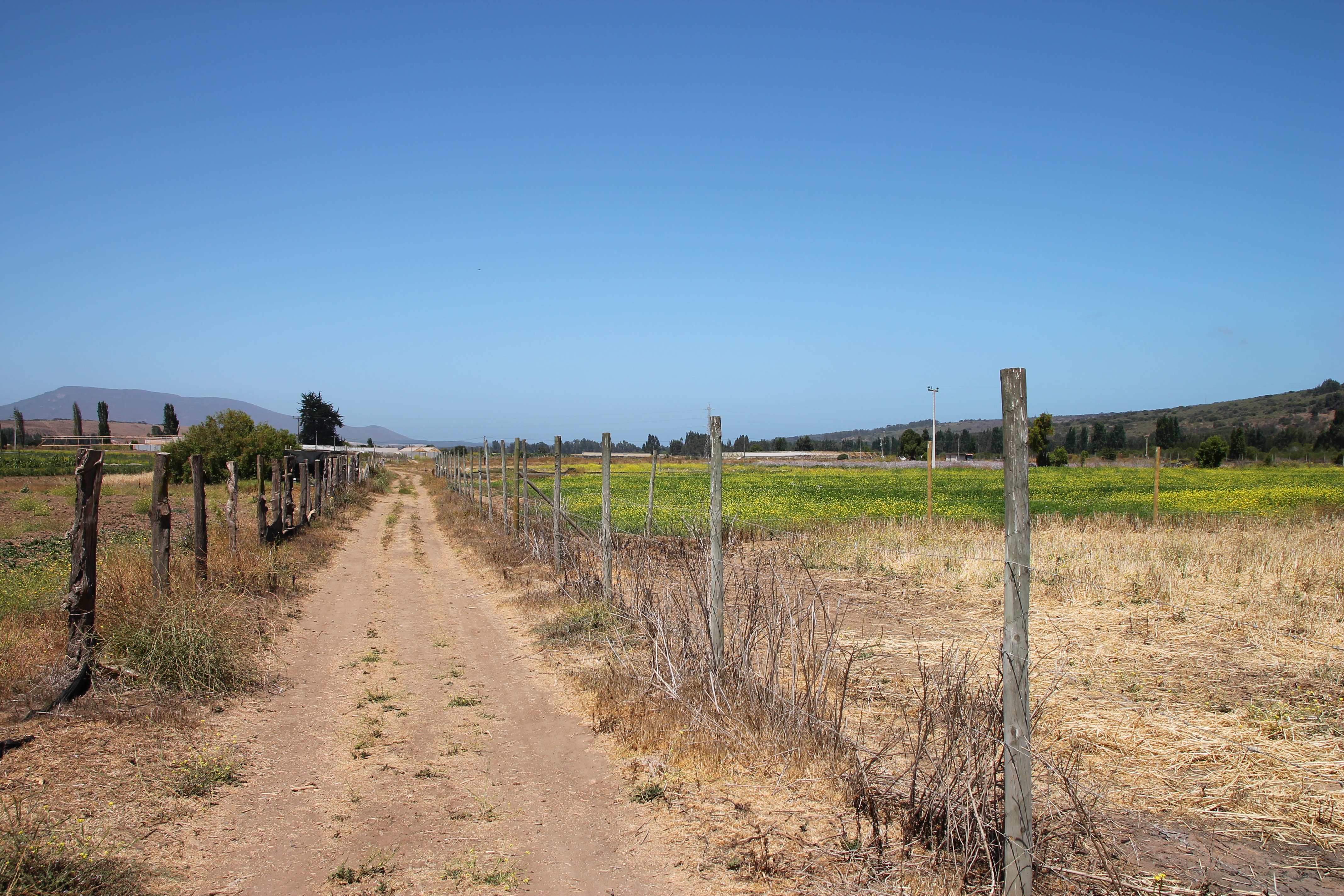
Pole v místní části Longotoma
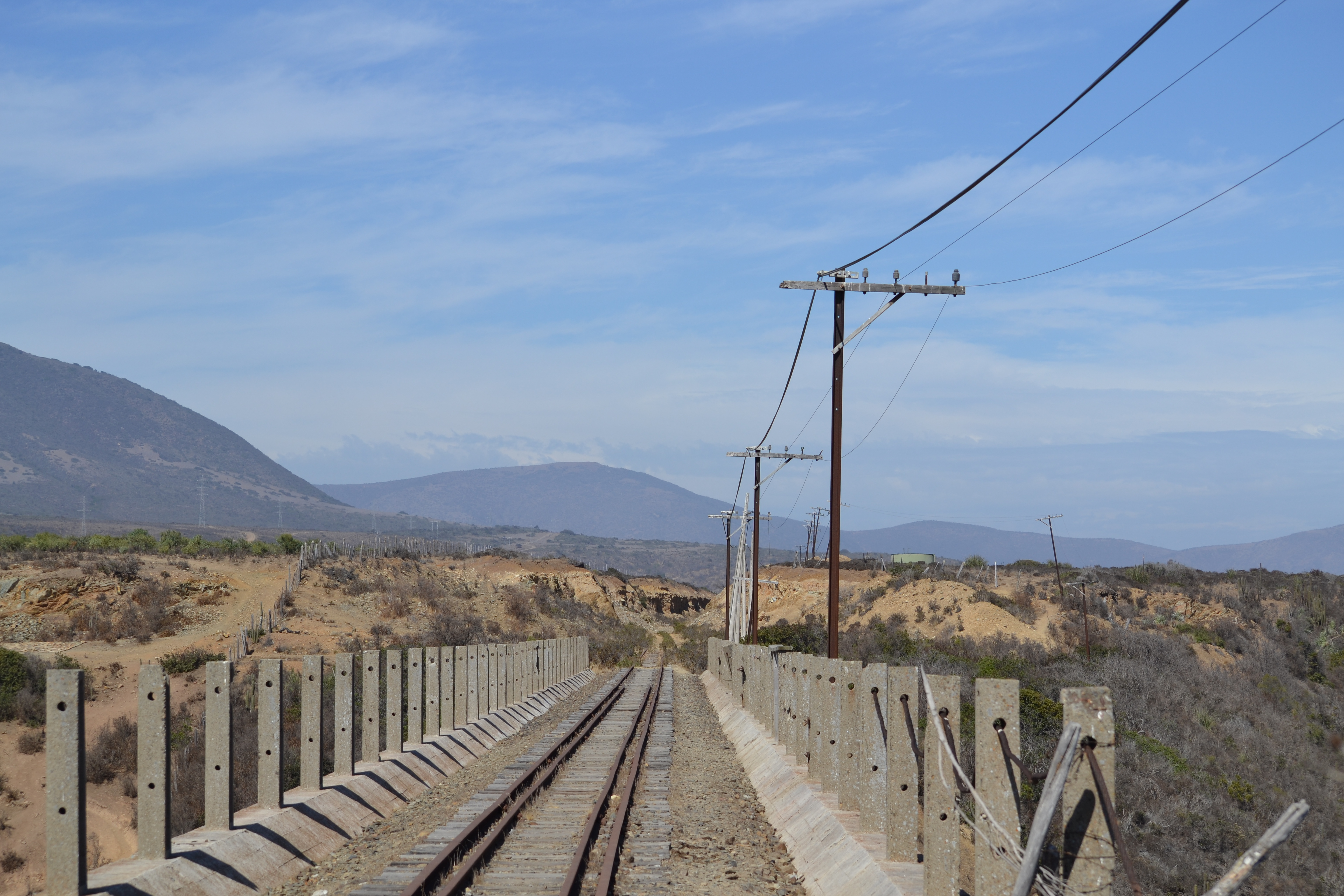
Opuštěná železnice
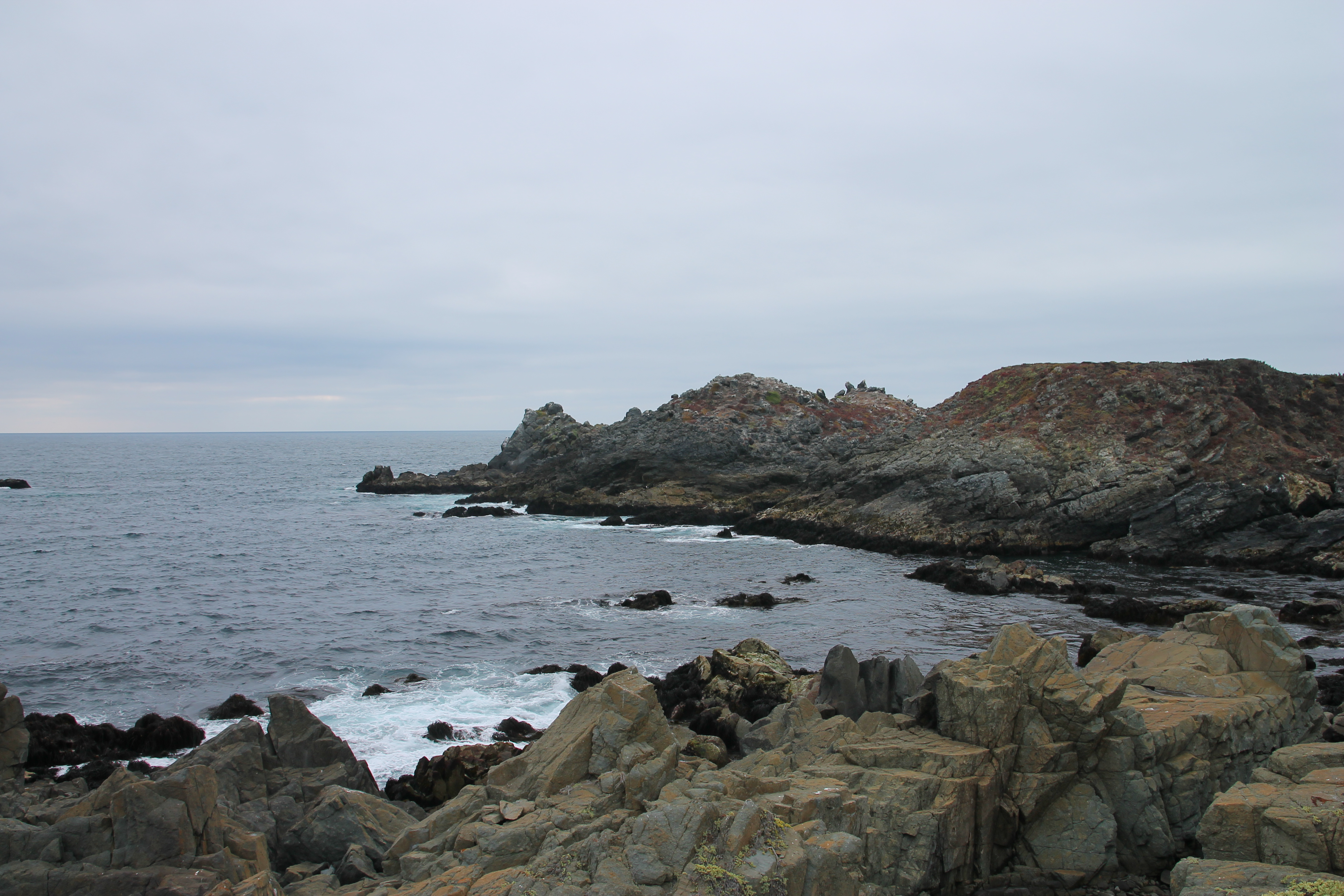
Přírodní park Puquén
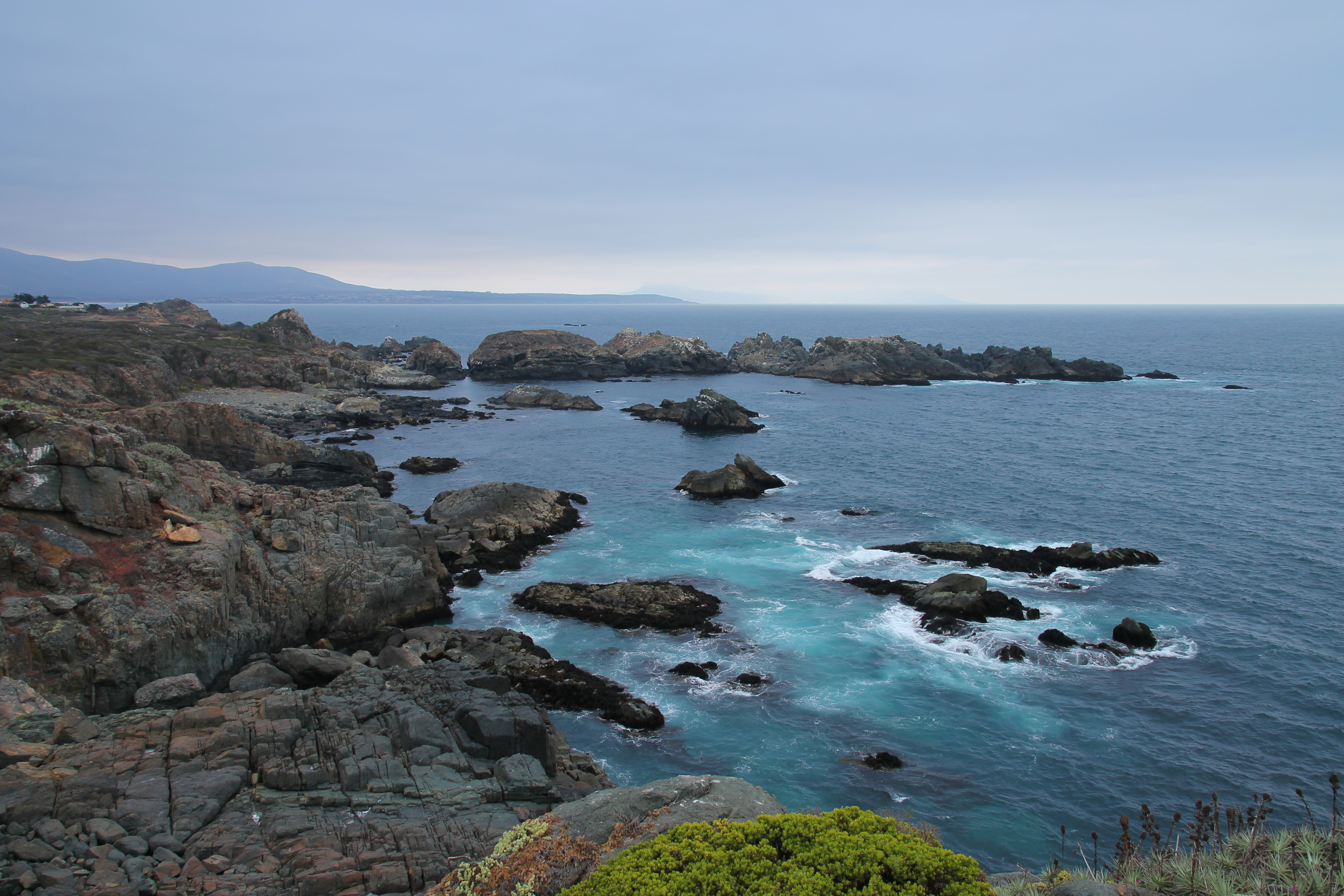
Přírodní park Puquén
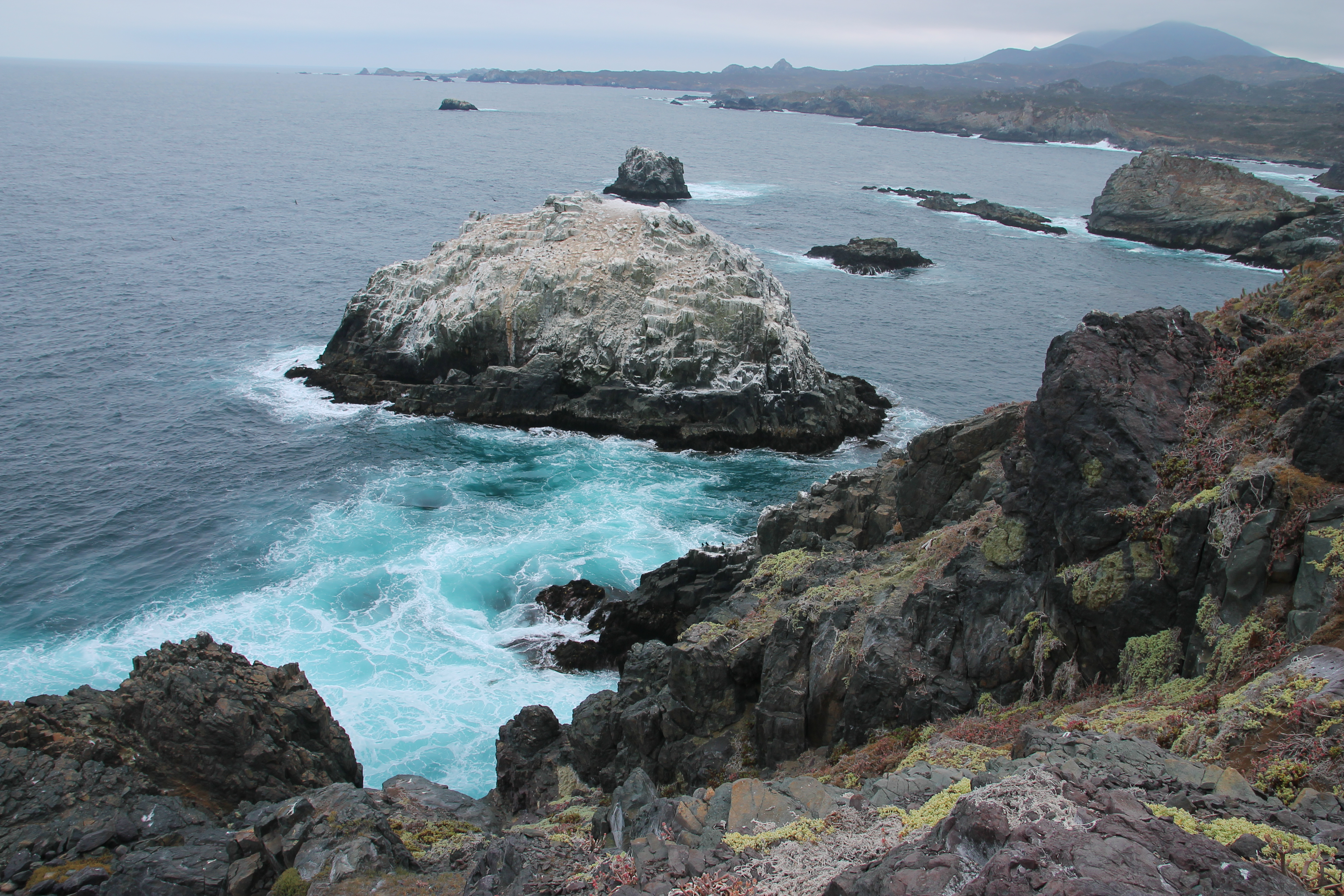
Přírodní park Puquén
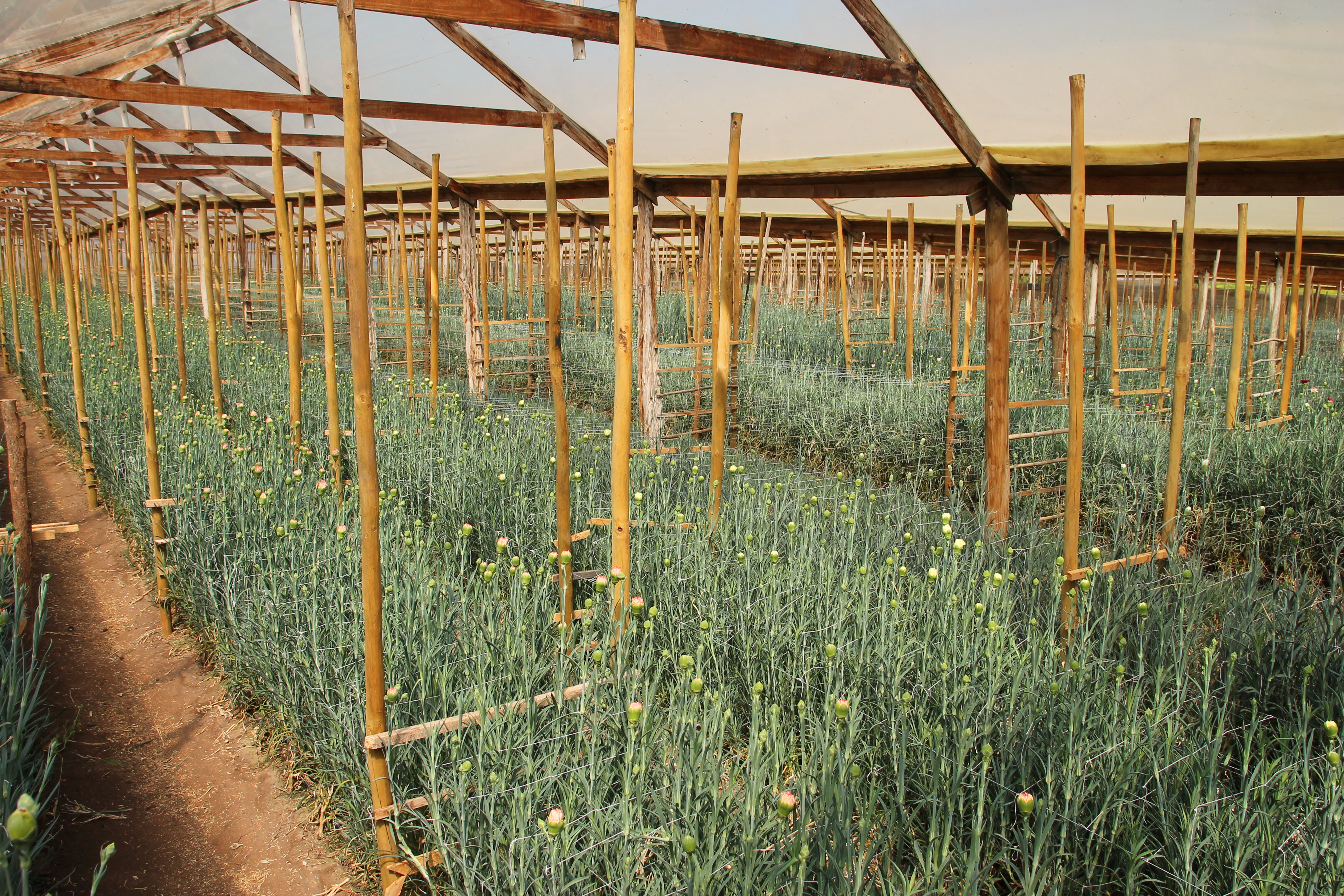
Karafiátová plantáž
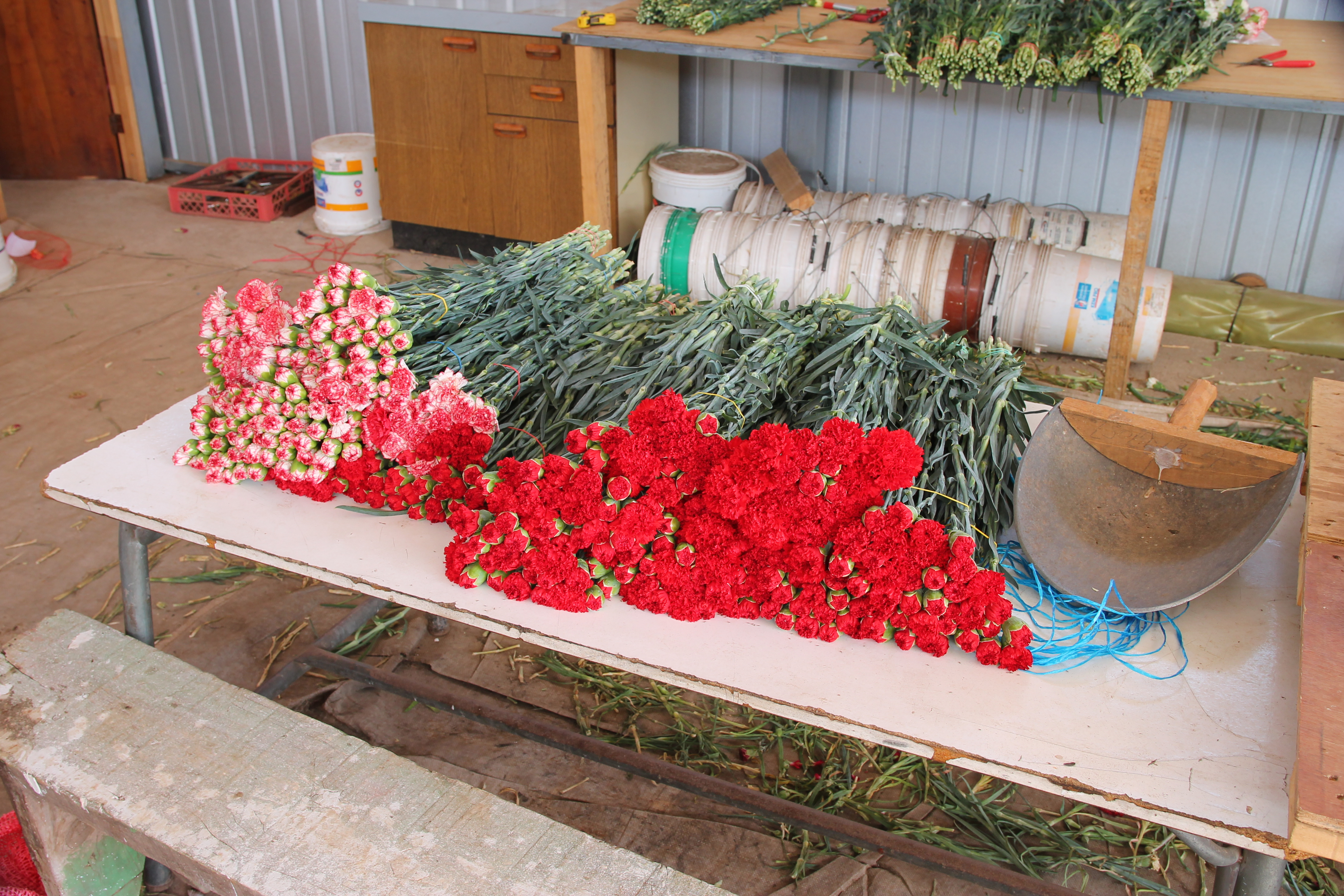
Karafiáty připravené k odeslání do Santiaga